# 小行星6936
小行星6936（6936 Cassatt）是一颗绕太阳运转的小行星，为主小行星带小行星。该小行星于1960年9月24日发现。

## 轨道参数
小行星6936的轨道半长轴为2.5988514 UA，离心率为0.080。